# Ротома
Ротома (англ. Lake Rotoma) — озеро тектонического происхождения на Северном острове Новой Зеландии. Озеро сформировалось около 9500 лет назад в результате крупного выброса лавы в кальдере.
Расположено в северо-восточной части острова, примерно посередине между Роторуа и Факатане. Ротома — самое восточное в цепи из трёх озёр, тянущейся от озера Роторуа на северо-восток, которой также принадлежат озёра Ротоити и Ротоэху. В Ротома впадает несколько небольших рек и ручьёв. Озеро не имеет поверхностных стоков, но значительные колебания уровня по видимому связаны с подземным стоком.
Площадь зеркала — 11 км². Наибольшая глубина — 83 м. Длина: 5 км. Ширина: 4 км. Высота поверхности над уровнем моря: 316 м.
Является популярным местом отдыха и рыбалки среди туристов.